# 힘쎈여자 도봉순의 에피소드 목록
《힘쎈여자 도봉순》은 2017년 2월 24일부터 2017년 4월 15일까지 방영된 JTBC 금토드라마이다. 이 문서에서는 방영 목록과 줄거리를 다룬다. 

## 에피소드 목록
| 회 | 제목                  | 방송 날짜       |
| --- | --------------------- | --------------- |
| 제1회 | "기막힌 녀석들"       | 2017년 2월 24일 |
| 봉순은 조상 대대로 모계에 전해지는 힘의 핏줄을 이어받고 있지만 평소에는 그 힘을 숨기면서 살고 있다. 어느 때 봉순은 깡패들을 그 힘으로 물리친다. 민혁은 우연히 그 장면을 목격하고 봉순이 깡패들을 일격으로 멀리 들이받는 것에 놀란다. 민혁은 유명 게임 소프트웨어 회사 아인소프트의 CEO인데 정체불명의 남자에게 협박을 받고 있어 봉순을 경호원으로서 고용하려고 한다. 한편 봉순은 고교 졸업 후 직장을 전전하다 지금은 구직 중인데 게임소프트 일을 하고 싶다고 생각해서 회사 CEO의 경호원 일을 거절하려 하지만 그 회사가 아인소프트라고 들어서 CEO를 만나기로 한다. 봉순은 CEO 민혁의 면접을 통과해 입사가 결정된다. 봉순이 사는 동네에서 밤길을 걷던 젊은 여성이 습격을 당해 살해되는 사건이 일어난다. |                       |                 |
| 제2회 | "범인의 마음"         | 2017년 2월 25일 |
| 사건 수사에는 봉순이 짝사랑하는 경찰대학 출신의 형사도 껴 있다. 이어서 같은 장소에서 다른 젊은 여성이 습격을 당해서 중상을 입고 입원한다. 그러나 그 피해자는 의사를 가장한 남자에게 병실에서 납치돼 은신처에 감금된다. 은신처 안에는 쇠창살 달린 우리 같은 작은 방이 늘어서 있고, 그 앞에 구속용 파이프베드가 놓여 있다. 납치범의 얼굴을 본 봉순을 지키기 위해 신변 경호를 하던 형사가 쏘인다. 위험을 느낀 민혁의 명령에 따라 봉순이 민혁의 집에 간다. |                       |                 |
| 제3회 | "그놈의 비밀"         | 2017년 3월 3일  |
| 봉순은 민혁의 집에 머문다. 봉순은 민혁을 게이라고 생각하고 있어, 민혁도 봉순 앞에서는 때때로 게이다운 척한다. 민혁이 경찰서에서 봉순에게 발이 밟혀서 입원한다. 입원한 병원에는 봉순의 쌍둥이 동생 봉기가 의사로 근무하고 있으며, 봉순의 힘 때문에 다친 깡패들과 민혁의 남성 비서도 입원해 있다. 그 병원에 국두의 여자 친구 희지가 첼로 연주로 손가락을 다쳐서 내원한다. 봉기가 희지를 진찰한다. 게다가 두목이 깡패들의 병문안을 온다. |                       |                 |
| 제4회 | "그녀의 정체"         | 2017년 3월 4일  |
| 세찬 비가 내리고 천둥이 치는 밤에 발레 교실 여성 교장(32세)이 습격을 당해 납치된다. 잠시 후 경찰이 수사에 착수한다. 여성 교장도 병원에서 납치된 여성과 같은 곳에서 감금된다. 민혁 아버지이자 중견기업 오성 건설의 창업자인 오성그룹 안 회장이 가족 앞에서 민혁을 차기 경영자로 지명한다. 민혁의 세 명의 형 중 장남과 삼남은 불만을 드러낸다. 민혁은 공원 안에서 가까운 건물 옥상으로부터 남자에게 총격을 받겠지만, 큰 상처는 아니므로 봉순과 자택에 돌아가니, 오성그룹을 잇지 말라고 전화로 협박을 당한다. 봉순은 국두의 여자 친구 희지를 병원에서 본 이후 뭔가 우울해서 국두가 친구로서 신경 써 주기도 마음에 들지 않는다. 봉순은 친구 경심, 남동생 봉기, 민혁의 네 명으로 영화를 보러 간 다음 클럽에서 춤을 추고 만취하고 귀가해서 어머니와 민혁이 있는 앞에서 민혁은 게이다, "로그 아웃 해라"고 떠든다. 그러나 그런 봉순에게 민혁은 잘 해 준다. 봉순은 그동안 싫은 상사라고 생각하던 민혁을 달리 보게 된다.       |                       |                 |
| 제5회 | "친구인 듯 친구 아닌" | 2017년 3월 10일 |
| 봉순의 집에서 동거하고 있는 친구 경심이 밤에 근처로 물건을 사러 가다가 납치범에게 습격을 당한다. 걱정해서 보러 온 봉순 덕분에 경심은 상처로 끝난다. 봉순이 범인을 내던져서 범인은 부상을 입고 도주한다. 봉순의 힘을 모르는 국두는 봉순을 지키기 위해서 민혁의 집에서 함께 살게 하고, 국두 자신도 민혁의 집에 온다. 국두를 계속 짝사랑해 온 봉순은 무척 기쁘다. |                       |                 |
| 제6회 | "해피투게더"          | 2017년 3월 11일 |
| 민혁과 국두는 당구나 술 마시기로 승부를 벌이다 술에 취한다. 붕순이 둘을 끼고 귀가한다. 그 후 국두는 경찰서에서 숙직이 되거나 희지로부터 이별의 말을 받거나 하여 민혁의 집에 오지 않는다. 아버지로부터 회사를 위한 정략결혼을 권유받은 민혁은 봉순과 이미 동거하고 있어 결혼할 생각이라며 거부한다. 봉순은 화를 낸다. 민혁이 자택에서 습격을 당하지만 봉순이 프라이팬으로 일격에 해치운다. |                       |                 |
| 제7회 | "변화"                | 2017년 3월 17일 |
| 습격한 범인 두 명 중 한 명은 두목 백탁의 앞잡이 오현중이고, 예전 봉순을 경호하던 최 형사를 찌른 남자였다. 습격은 오성그룹의 후계자를 결정하는 임시 주주총회에 민혁을 출석시키지 않기 위하였다. 민혁은 총회에 출석해서 습격에 대해서 보고하고, 붙잡은 범인의 영상을 화상전화로 보여주어 협박으로 시작된 이 반년의 경위를 출석자에게 설명하고, 습격을 시킨 사람이 이 출석자 안에 있다고 알리고, 총회의 연기를 제안해 승낙을 받는다. 이와 함께 민혁은 소문에 의해 회사의 주가 하락을 초래한 자신의 게이 의혹에 대해 부정한다. 백탁에게 습격을 의뢰한 것은 둘째 형이라고 판명된다. 둘째 형을 믿고 있던 민혁은 충격을 받지만, 둘째 형과 이야기하고 용서하고 화해한다. 협박사건이 해결하고, 민혁이 부과한 힘의 컨트롤 훈련도 마친 봉순은 염원의 기획개발팀 소속이 된다. 납치범은 세번째 피해자인 약국 점원을 은신처에서 감금 구속하고 있다. 그 납치범이 경심의 병실에 의사를 가장해 나타나지만 봉순에게 간파되어 도망친다. |                       |                 |
| 제8회 | "한 걸음 더"          | 2017년 3월 18일 |
| 민혁이 앞서 말한 것을 뒤엎고 봉순은 개발기획팀에 들어가기 전에 납치범을 잡아야 하게 된다. 민혁의 지도 아래 봉순은 힘을 닦는다. 한편 국두는 전부터 봉순을 좋아하였다는 것을 깨닫고 희지와 헤어진다. 여대생이 납치된다. 경찰은 연속 납치 사건 특별 수사 본부를 만들어 공개 수사에 나선다. 처음에 살해된 피해자는 납치범에게 저항하는 과정에서 숨지게 된 것으로 범인에게 살의가 없었던 것으로 수사본부는 추정한다. 작은 극단에서 공연 중인 연극 "푸른 수염과 7인의 신부"와 범인의 관계가 소문이 난다. 국두의 소속된 강력3팀은 독자적으로 수사를 계속한다. 봉순에게 당해 부하가 몇 명이나 중상을 입게 된 두목 백탁은 보복을 하기 위해 봉순을 속여서 인기척이 없는 창고로 불러낸다. 창고에 백탁과 부하들이 나타난다. |                       |                 |
| 제9회 | "목숨 건 사랑"        | 2017년 3월 24일 |
| 봉순은 차례차례 덤벼드는 백탁의 부하를 격퇴한다. 거기에 민혁과 국두가 달려간다. 백탁의 부하들을 물리치는 봉순의 힘에 국두는 놀란다. 그늘에 숨어 있던 광복 즉 봉순에게 당해 이가 부러진 깡패가 뛰쳐나와 칼로 봉순을 찌르려 한다. 민혁이 봉순을 지키려 하다가 대신 찔린다. 민혁은 입원했지만 경상이었다. 도봉동 연속 납치 사건 수사가 특수부에 옮어서 강력3팀은 수사권이 없어졌다. 그러나 국두들의 강력3팀은 폐차 공장의 사장 김장현을 수상하다고 보고 수사를 계속한다. 장현은 첫 번째 납치사건 때 범인은 큰 발이었다고 결정적 증언을 한 남자다. 그런데 장현이 아닌 다른 남자가 체포된다. |                       |                 |
| 제10회 | "숨은 마음 찾기"      | 2017년 3월 25일 |
| 체포된 남자는 여대생 스토커였지만 연쇄 납치 사건과는 무관하다고 진술한다. 단독 수사로 김장현을 추궁해 때린 것이 서내에서 문제가 된 국두는 경찰관을 그만두려고 하지만 육 팀장은 국두와 몰래 수사를 계속한다. 봉순은 기획 개발 팀에서 일을 시작할 수 있다고 기뻐했지만, 실은 인턴으로 실질적인 일이 없고, 상사는 민혁이기 때문에 경호원이었을 때와 변함이 없다. 기획 개발 1팀장 오돌뼈에게 짓궂은 짓을 당한 봉순은 이를 부러뜨린 깡패 똑 닮은 게이인 오돌뼈를 가볍게 해치운다. 민혁의 마음을 안 봉순은 마음이 흔들린다. |                       |                 |
| 제11회 | "타이밍"              | 2017년 3월 31일 |
| 민혁은 사내에서도 봉순에게 대한 사랑을 숨기지 않는다. 봉순은 결국 국두에게 대한 짝사랑이 끝났음을 깨닫는다. 봉순과 민혁은 봉순이 만든 캐릭터를 이용한 기획을 함께 작성한다. 희지가 연쇄 납치 사건의 범인에게서 위협을 받고 국두는 대응하기에 바쁘다. 봉순이 친구 이상의 관계를 원하지 않는다는 것을 안 국두는 준비한 선물 목걸이를 봉순에게 주지 못한다. |                       |                 |
| 제12회 | "헬프 미"             | 2017년 4월 1일  |
| 신 기획 프레젠테이션을 위한 워크숍이라는 명목으로 민혁이 봉순을 해변으로 데려온다. 다른 사람이 없는 해변에서 두 사람은 사랑의 세계에 잠긴다. 어머니가 있는 부산에 가기 위해 밤길을 걷던 경심이 납치된다. 경심의 이변을 눈치 챈 봉순과 봉순에게서 연락을 받은 국두들 강력3팀의 형사가 범인의 폐차 공장에 간다. 경심은 찾을 수 없다. 집으로 돌아온 봉순에게 폭력을 당하는 경심의 동영상이 범인으로부터 보내져 온다. |                       |                 |
| 제13회 | "그럼에도 불구하고"   | 2017년 4월 7일  |
| 경심을 구해내기 때문에 폐차 공장에 온 봉순은 지하 은신처를 찾아내서 폭발하는 폐차 공장에서부터 납북자 세 명을 구출한다. 그러나 경심만은 범인 김장현이 데리고 나가 있어서 구해 내줄 수 없다. 범인으로부터 연락을 받은 봉순은 범인이 지정한 장소로 간다. 봉순은 그곳에서 경심을 구해낼 수 있었지만, 구출 과정에서 범인의 의도대로 죄 없는 사람을 다치게 대 버린다. 잘못된 힘을 사용했던 과거 선조들의 전례대로 봉순은 힘을 잃는다. 힘이 약해진 봉순에게 범인이 총을 겨누고 멱살을 잡고 있는 곳에 민혁이 달려간다. 민혁과 범인이 싸우고 있는 곳에 국두도 달려간다. |                       |                 |
| 제14회 | "배틀의 서막"         | 2017년 4월 8일  |
| 차로 도주하는 범인을 국두도 차로 쫓는다. 격렬한 추적 끝에 산길에서 마주 오는 차를 피하려고 하다가 범인의 차가 벼랑에서 아래 연못으로 전락한다. 범인의 시체를 발견할 수는 없지만 경찰은 범인이 죽은 것으로 추정한다. 힘을 잃은 봉순은 당황스럽지만, 젊었을 때 이미 힘을 잃은 어머니의 조언에 따라 적응하려고 한다. 과거에 민혁을 취재한 기자를 가장해 범인 김장현이 민혁의 회사 아인소프트에 찾아온다. 장현은 공 비서를 배후에서 때려 눕혀서 봉순을 납치하고 옥상에 묶고 타이머로 5분으로 설정한 시한 폭탄을 봉순의 몸에다 동여맨다. 민혁이 봉순을 구하려고 옥상 문밖까지 찾아오지만 문이 열리지 않는다. |                       |                 |
| 제15회 | "레벨 업"             | 2017년 4월 14일 |
| 민혁을 살려 달라고 울부짖는 봉순에게 하늘에서 한 줄기 빛이 비치고 봉순의 힘이 살아난다. 봉순이 던진 폭탄이 상공에서 불꽃처럼 터진다. 밖에 피난하던 직원들이 그것을 보고 환호성을 지른다. 한번 귀가한 봉순은 민혁의 집을 찾는다. 봉순은 범인 김장현을 도발해 밤의 공사장으로 불러낸다. 봉순을 놓고 반목하는 민혁과 국두가 협력하여 장현을 쫓아가 봉순이 던진 우리에 장현이 잡힌다. |                       |                 |
| 마지막회 | "파이널"              | 2017년 4월 15일 |
| 범인 김장현은 한 명을 살해한 네 명을 납치 감금한 혐의로 무기 징역 형을 선고 받는다. 봉순의 힘은 공개되지 않고, 범인 확보는 민혁의 공이 되어 민혁이 "용감한 시민"으로 경찰서로부터 표창을 받는다. 국두는 강남경찰서로 이동한다. 희지는 빈의 오케스트라에 입단하게 된다. 봉순은 기획개발팀에 들어가, "슈퍼 걸 봉순"을 팀장 오돌뼈 밑에서 개발해 발매한다. 봉순과 민혁은 꽃보라가 흩날리는 벚꽃나무 아래에서 영원한 사랑을 맹세한다. 두 사람은 부모와 경심은 물론 백탁 일가까지 축복을 받으며 결혼식을 올린다. 이윽고 둘 사이에 쌍둥이 딸이 태어난다. 쌍둥이는 힘을 이어받아 보모나 보부 노릇도 어렵다. 힘을 세상을 위해 적극적으로 쓰기로 한 봉순은 출근길에도 도움을 주면서 지각의 연속이 되었고 팀장의 질책을 받고 CEO에 딸린 인턴으로 돌아간다. 봉순은 남의 도움을 위해 동분서주한다. |                       |                 |